# Franz Xaver Fuchs

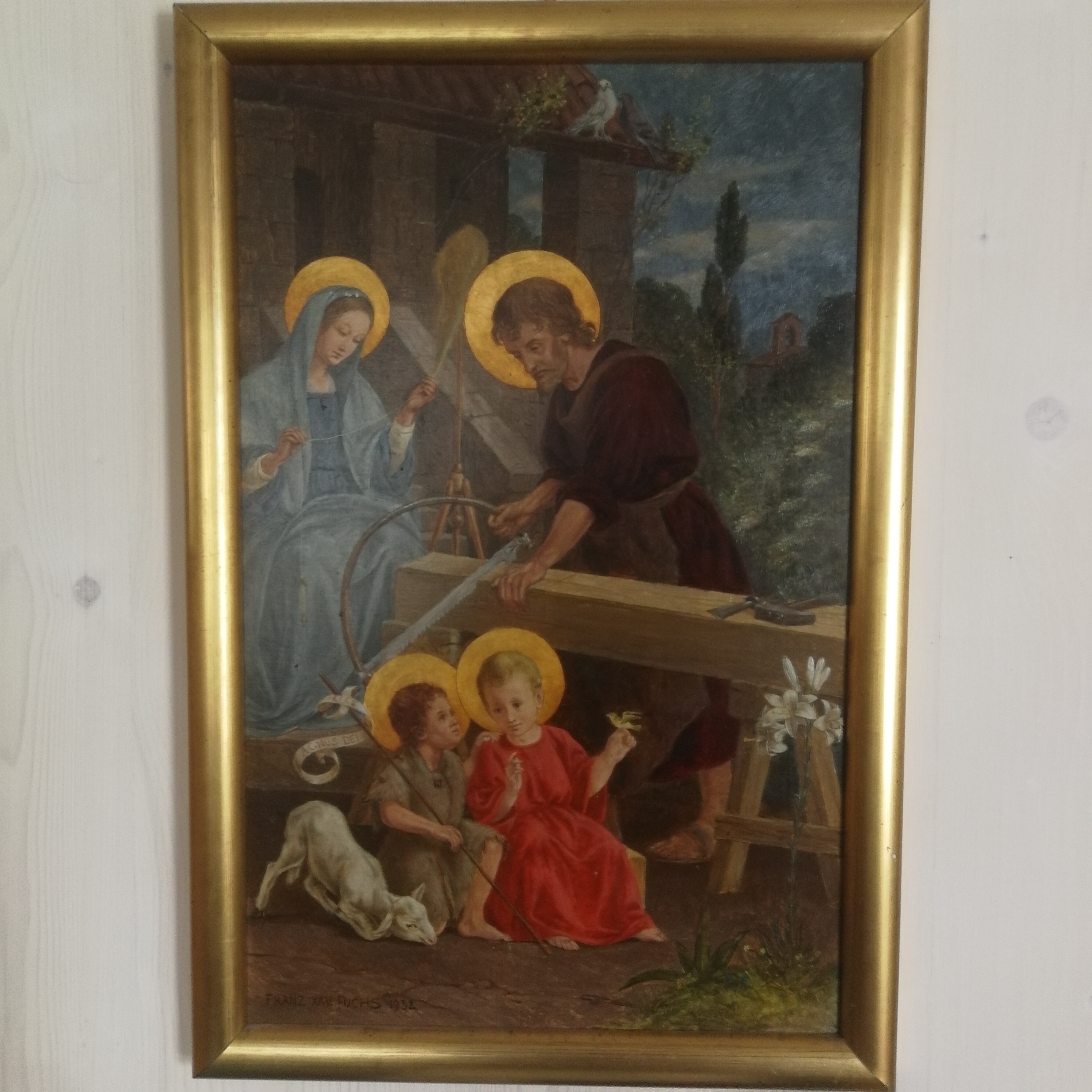
Josef und Maria (1932)

Franz Xaver Fuchs (* 31. August 1868 in Hall in Tirol; † 10. November 1944 in Salzburg) war ein österreichischer Maler.

## Leben
Der Sohn eines Gutsbesitzers studierte ab 1890 an der Akademie der Bildenden Künste München Malerei bei Ludwig von Löfftz. Von 1892 bis 1897 unterrichtete er als Zeichenlehrer am Franziskanergymnasium in Hall. Im Ersten Weltkrieg kommandierte er das Standschützen-Bataillon Innsbruck. Danach lebte er in München, Rom und Salzburg, 1924 kehrte er nach Hall zurück. Er schuf Altarbilder und Fresken für Kirchen und war auch als Restaurator tätig.

## Werke

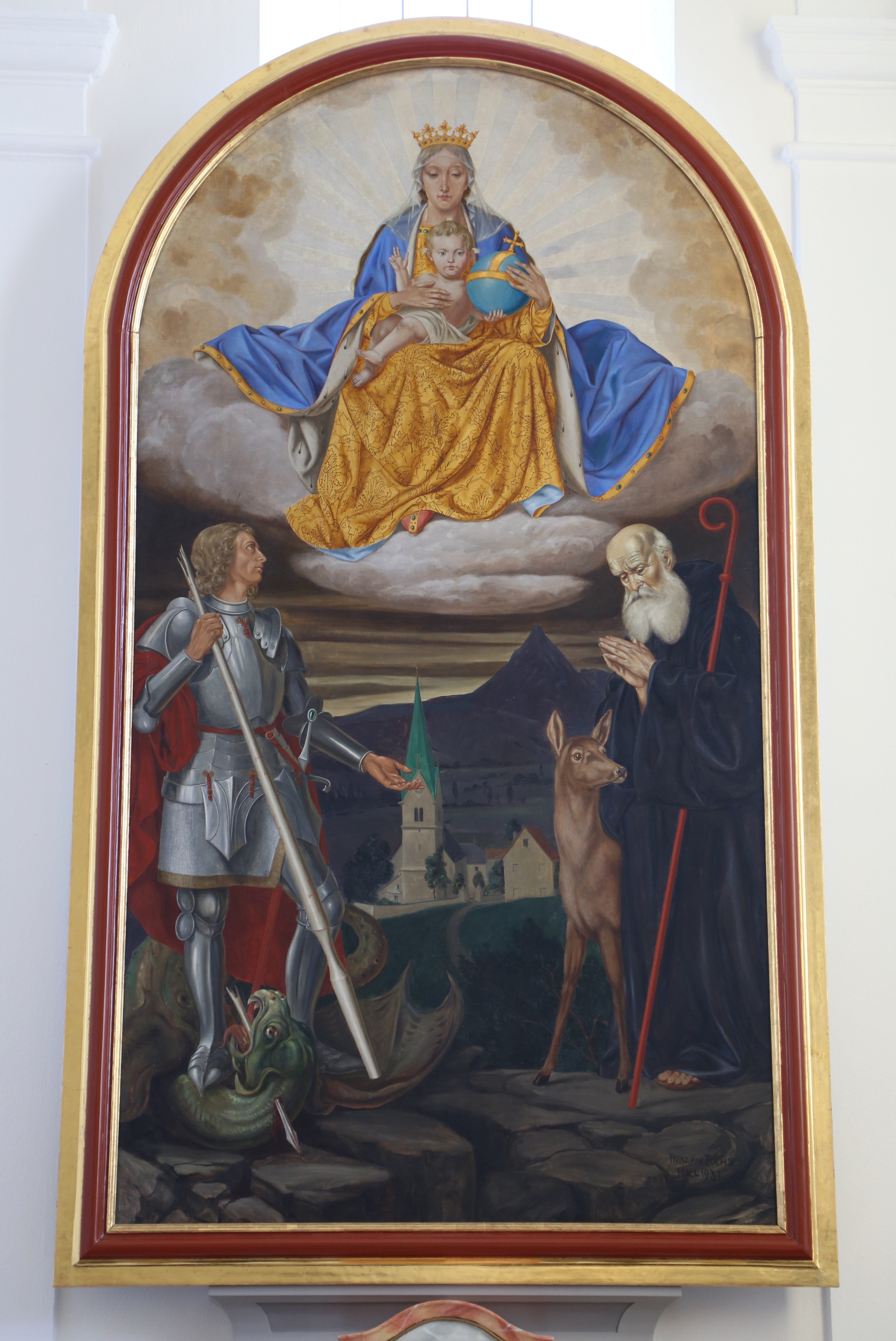
Ehemaliges Hochaltarbild, Pfarrkirche Schwoich (1931)

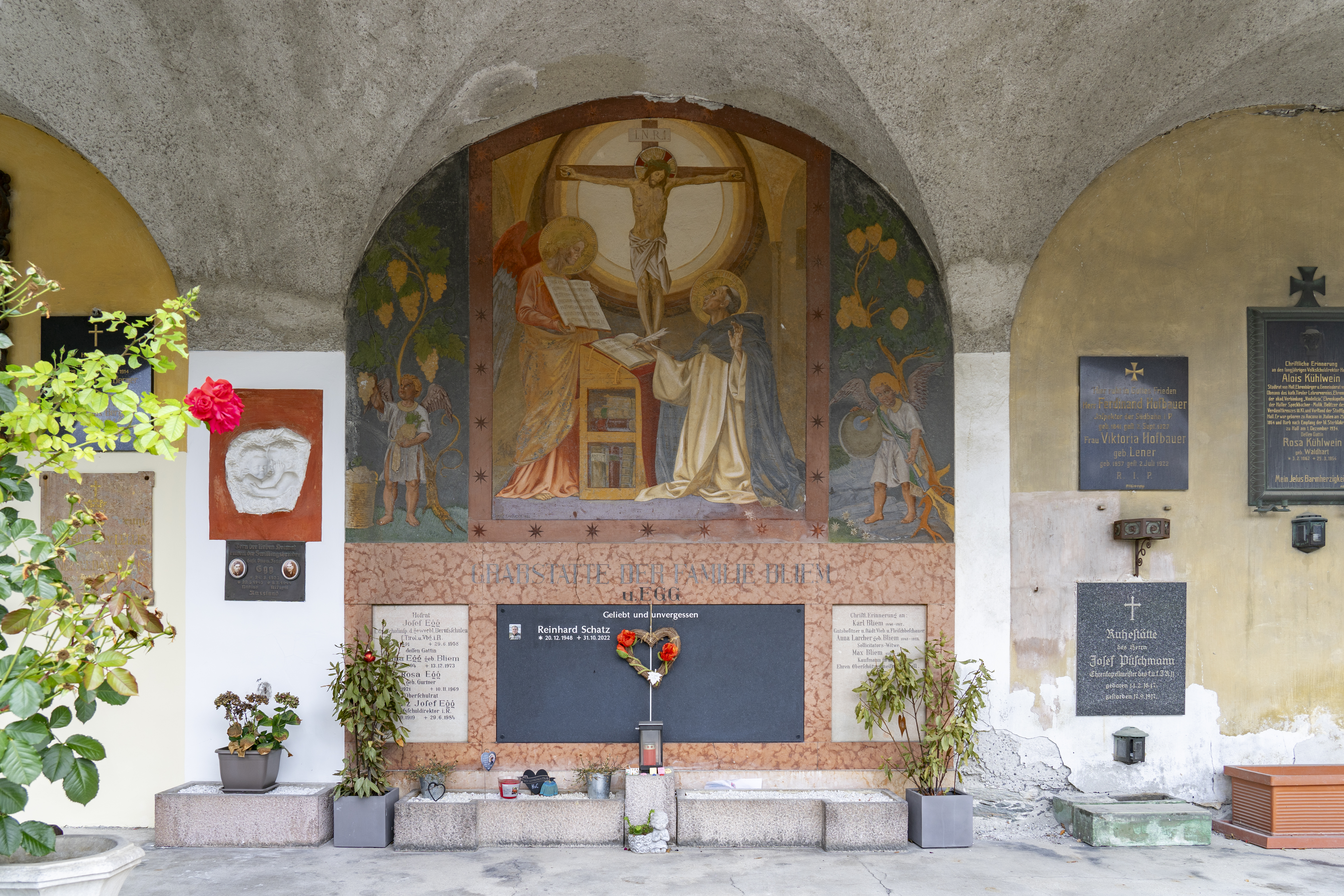
Grab Bliem und Egg, Friedhof Hall in Tirol (1926)

- Fassadenfresko hl. Laurentius, Pfarrkirche Baumkirchen, vor 1896[3]
- Fresken im Langhaus, Pfarrkirche Breitenbach am Inn, 1905[4]
- Seitenaltarbilder Immaculata und hl. Petrus Canisius, Herz-Jesu-Basilika Hall in Tirol, um 1920
- Fresken Die Vogelpredigt des hl. Franziskus, Die Fischpredigt des hl. Antonius, Franziskanerkirche Hall in Tirol, 1925–1929[2]
- Ölgemälde hl. Theresia vom Kinde Jesu, Christkönigskapelle Wattens, 1930[5]
- Hochaltarbild Madonna mit den hll. Georg und Ägydius, Pfarrkirche Schwoich, 1931[6]
- Fresko Die drei Weisen auf dem Weg nach Bethlehem, Pfarrkirche Gmunden, 1931
- Deckenmalereien der Pfarrkirche Fritzens, 1933[7]
- Pietà im Turmerdgeschoß der Pfarrkirche Mönchdorf, 1934
- Gewölbemalereien mit Marienszenen, Pfarrkirche Hochgallmigg, 1938[8]
- Chorgewölbefresko, Dekanatspfarrkirche Prutz, 1941[9]
- Fresko hl. Christophorus, Andräikirche Salzburg, 1944